# Маконьи
Маконьи́ (фр. Macogny) — коммуна во Франции, находится в регионе О-де-Франс. Департамент коммуны — Эна. Входит в состав кантона Виллер-Котре. Округ коммуны — Суасон.
Код INSEE коммуны — 02449.

## Население
Население коммуны на 2010 год составляло 81 человек.
| 1962 | 1968 | 1975 | 1982 | 1990 | 1999 | 2010 | 2011 | 2012 | 2013 | 2014 | 2015 | 2016 | 2017 | 2018 | 2019 |
| ---- | ---- | ---- | ---- | ---- | ---- | ---- | ---- | ---- | ---- | ---- | ---- | ---- | ---- | ---- | ---- |
| 72   | 65   | 57   | 50   | 53   | 56   | 81   | 76   | 64   | 78   | 77   | 69   | 74   | 88   | 96   | 74   |

## Экономика
В 2010 году среди 46 человек трудоспособного возраста (15—64 лет) 34 были экономически активными, 12 — неактивными (показатель активности — 73,9 %, в 1999 году было 81,1 %). Из 34 активных жителей работали 31 человек (17 мужчин и 14 женщин), безработных было 3 (1 мужчина и 2 женщины). Среди 12 неактивных 2 человека были учениками или студентами, 4 — пенсионерами, 6 были неактивными по другим причинам.